# Graminella virginianus
Graminella virginianus är en insektsart som beskrevs av Sanders och Delong 1922. Graminella virginianus ingår i släktet Graminella och familjen dvärgstritar. Inga underarter finns listade i Catalogue of Life.